# جرید گیلمان
جرید گیلمان (انگلیسی: Jared Gilman؛ زادهٔ ۲۸ دسامبر ۱۹۹۸) یک هنرپیشه اهل ایالات متحده آمریکا است.
از فیلم‌ها یا برنامه‌های تلویزیونی که وی در آن نقش داشته‌است می‌توان به قلمرو طلوع ماه و والس دو بیتی اشاره کرد.